# Taxe intérieure de consommation sur les produits énergétiques
La taxe intérieure de consommation sur les produits énergétiques (TICPE), anciennement la « taxe intérieure de consommation sur les produits pétroliers » (TIPP), est la principale taxe intérieure de consommation perçue en France. Elle porte sur certains produits énergétiques, notamment ceux d'origine pétrolière. C'est un droit d'accise perçu sur les volumes.

## Histoire
De 2007 à 2014, La TICPE s'éleve à 42,84 centimes pour un litre de gazole et 60,69 centimes pour un litre d'essence sans plomb 95 et 98, avant modulation régionale,. Elle fait l'objet d'une réduction transitoire de 3 centimes par litre pendant trois mois à la fin de l'année 2012.
Elle tire son origine de la taxe intérieure pétrolière (TIP), mise en place par les lois du 16 et 30 mars 1928 organisant l’industrie du raffinage du pétrole en France. Elle monte en puissance dans les années 1970, en réaction au choc économique qui suit le premier choc pétrolier de 1973.
Depuis 2005, la France obtient une dérogation de l'Union européenne et opère une taxe intérieure de consommation sur les produits pétroliers régionalisée pour les carburants sans plomb (95 et 98) et le gazole.
Depuis 2006, une partie de la TICPE est affectée au budget des régions, dans la limite de 1,15 centime pour le gazole et de 1,77 centime pour l'essence. Par ailleurs les régions peuvent majorer la TICPE dans la limite de 1,35 centime pour le gazole et de 0,73 centime pour l'essence. Au total, c'est donc 2,5 centimes par litre qui sont du ressort des régions. Toutes les régions optent pour la fiscalité maximale, à l'exception de la Corse et de la région Poitou-Charentes, qui renoncent à la part régionale et à la majoration[réf. nécessaire]. En 2014, la TICPE totale s'établit à 41,69 centimes par litre pour le gazole et 58,92 centimes par litre pour l'essence dans ces deux régions, et à 44,19 et 61,42 centimes par litre dans les autres régions.[réf. nécessaire].
En 2011, le nom de cette taxe est remplacé de « taxe intérieure de consommation sur les produits pétroliers » (TIPP) à « taxe intérieure de consommation sur les produits énergétiques » (TICPE), prenant en compte le fait que l'assiette de cette taxe s'applique aux produits d'origine non pétrolière (biocarburants).
Depuis 2014, la TICPE intègre une composante carbone (taxe carbone ou contribution climat-énergie) dont le montant est appelé à augmenter jusqu'à 100 €/t de CO2 en 2030, dans le cadre de la stratégie nationale bas carbone de lutte contre le changement climatique.

## Principales caractéristiques

### Cadre européen
Le cadre légal de cette taxe est défini au niveau européen par la directive 2003/96/CE du Conseil du 27 octobre 2003 « restructurant le cadre communautaire de taxation des produits énergétiques et de l'électricité ». Cette directive est de portée plus large : elle couvre tous les produits énergétiques ainsi que l'électricité. Elle prévoit un niveau minimal de taxation par produit, à atteindre dans le cadre d'un calendrier spécifique à chaque État membre.
Les taxes françaises du ressort de cette directive sont la TICPE, la taxe intérieure de consommation sur le gaz naturel (TICGN) et la taxe intérieure de consommation sur les houilles lignites et cokes (TICC).

### Assiette
La liste des produits concernés par cette taxe est commune à tous les États membres de l'Union européenne. La directive 2003/96/CE du Conseil du 27 octobre 2003 « restructurant le cadre communautaire de taxation des produits énergétiques et de l'électricité » vise à couvrir davantage de produits énergétiques. La directive précédente, du 19 octobre 1992, est limitée aux huiles minérales (pétrole).
Reprise en droit français dans les tableaux B et C de l'article 265 du code des douanes, elle précise que seuls sont taxés les usages en tant que carburant ou combustible de chauffage.
La TICPE s'applique à tout produit qui est destiné à être utilisé, qui est mis en vente ou qui est utilisé comme carburant pour moteur, comme additif ou en vue d'accroître le volume final des carburants pour moteur (à ce titre, elle s'applique à tous les biocarburants, mais avec un barème différent). Les produits utilisés pour le transport fluvial de marchandises ne sont pas concernés par cette taxe. Le kérosène des avions est également exempté de taxes. L'électricité, quant à elle, est soumise à la taxe intérieure sur la consommation finale d'électricité (TICFE) et est donc également exclue du champ de la TICPE.
La TICPE s'applique aussi à tout hydrocarbure qui est destiné à être utilisé, qui est utilisé ou qui est mis en vente pour le chauffage, à l'exception du gaz naturel auquel est associé une taxe spécifique (la TICGN) et des combustibles solides tels que le charbon, la tourbe ou le lignite.
Dans les départements d'outre-mer, la TICPE ne s'applique pas. Il lui est substituée une taxe spéciale de consommation (TSC), dont le taux et les exonérations sont fixés par le conseil régional, qui en est le bénéficiaire.

### Montant

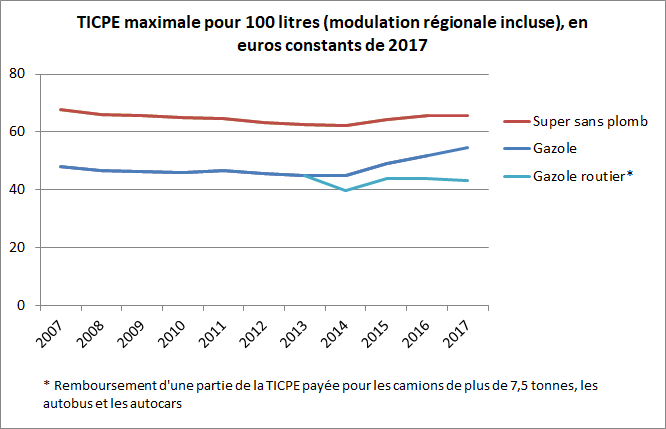
Données fiscales : Site des douanes.
Données d'inflation : Indice des prix à la consommation, ensemble hors tabac, métropole, base 2015 (indice de janvier), INSEE.
Remarque : Le graphe ne prend pas en compte la majoration spécifique à l'Île-de-France à partir de 2017 pour financer Île-de-France Mobilités.

Cette taxe est perçue sur les volumes vendus et non sur le prix de vente du produit. C'est donc un montant fixe en euros qui est perçu sur chaque unité vendue. Le montant dépend de la nature du produit (essence ou gazole par exemple), mais aussi du type de consommation (usage comme carburant ou pour le chauffage). Ces montants sont fixés dans l'article 265 du code des douanes, désormais abrogé, et modifiés régulièrement par les lois de finances.
C'est le super sans plomb (95 et 98) qui supporte la TICPE la plus élevée, depuis 2018 : 68,29 centimes pour un litre de SP95, suivi du gazole avec une taxe de 59,4 centimes par litre (hors modulation régionale). En avril 2014, le GPL est taxé à 10,76 centimes pour un kg (soit environ 5,7 centimes par litre) et le bioéthanol (E85) à 17,29 centimes par litre. Le fioul domestique est taxé à 5,66 centimes par litre et le gaz combustible à 0,141 centime le kWh.
À une époque où le pétrole était « bon marché », la part totale des taxes (TIPP et TVA) a représenté jusqu'à 80 % du prix du « super ». Cette part a baissé avec la hausse du prix du pétrole. En outre, le montant de la taxe n'a pas changé de 2007 à 2014 (modulation régionale mise à part), alors que l'inflation pendant la même période s'est élevée à plus de 11 %. La fiscalité représentait en 2014 moins de la moitié du prix à la pompe. Un mouvement de hausse de la taxe en euros constants s'est amorcé en 2015 à la suite de l'entrée en vigueur de la taxe carbone, dans un contexte d'inflation nulle.
Cette taxe peut être partiellement récupérée par les professionnels du transport.
En 2019, pour un transporteur de marchandises avec une flotte de 10 camions consommant chacun 3 000 litres de carburant par mois, 35 000 € de remboursement de la TICPE peuvent être récupérés tous les 6 mois.

#### Composante carbone
La TICPE intègre depuis 2014 une composante carbone, pour moduler la fiscalité des différents produits en fonction des émissions de CO2.
Une politique de transition énergétique est en effet lancée en 2012 par le président de la République de l’époque, François Hollande,,,. La « Stratégie nationale 2015-2020 » engage la France dans une phase de transition qui est déclinée dans plusieurs lois, dont la loi du 17 août 2015 relative à la transition énergétique. Pour modifier les comportements en matière d’émissions de CO2, les taxes intérieures de consommation (TIC) d'énergies fossiles – pétrole, gaz, charbon – sont revues à la hausse. Cette augmentation reflète l'introduction d'une « composante carbone » dans les TIC, indexée sur un prix de référence du CO2. Il ne s'agit donc pas d'une nouvelle taxe en soi, même si cette composante carbone est souvent appelée « taxe carbone ».
De 7 € au départ, la valeur de la tonne de CO2 utilisée pour calculer la composante carbone est portée progressivement à 30,5 € en 2017, avec un objectif de 100 € en 2030. Compte tenu des cours bas du pétrole et du gaz, cette hausse de la fiscalité est d’abord peu ressentie, mais une disposition de la loi de finances pour 2018 donne un coup d'accélérateur à l'augmentation de la taxe : le texte prévoit qu'elle soit multipliée par presque trois en 5 ans pour atteindre 86 €/tCO2 dès 2022, contre 65 €/tCO2 initialement prévu dans la loi du 17 août 2015. Cette dernière décision concerne toutes les énergies fossiles, dont les carburants.
Ce rapprochement était demandé depuis plusieurs années par le parti Europe Écologie Les Verts. Cette augmentation ne touche toutefois pas les transporteurs routiers, qui ont la possibilité de demander le remboursement de la TICPE au-delà de 43,19 centimes par litre de gazole, y compris la taxe carbone,.
Le tableau ci-dessous présente les évolutions des taxes intérieures pour quelques produits énergétiques entre 2013 et 2018, à la suite de l’introduction de la composante carbone et aux autres mesures adoptées dont le rattrapage de la fiscalité entre l’essence et le gazole ; la mise en œuvre de la taxe carbone et le processus d'augmentation de rattrapage de la fiscalité du gazole, prévus initialement pour se poursuivre jusqu'en 2022, ont été interrompus en 2018 à la suite de manifestations dans le cadre du mouvement des Gilets jaunes.
|                                        | 2013  | 2014 (1er avril) | 2015  | 2016  | 2017  | 2018  |
| -------------------------------------- | ----- | ---------------- | ----- | ----- | ----- | ----- |
| Gazole (c€/l)                          | 42,84 | 42,84            | 46,82 | 49,81 | 53,07 | 59,40 |
| Supercarburants SP95-E5 et SP98 (c€/l) | 60,69 | 60,69            | 62,41 | 64,12 | 65,07 | 68,29 |
| Supercarburant SP 95-E10 (c€/l)        | 60,69 | 60,69            | 62,41 | 62,12 | 63,07 | 66,29 |
| Gaz naturel carburant (c€/m3)          |       |                  |       |       |       | 5,80  |

Dans son rapport de présentation du projet de loi de finances 2018, le Sénat (de majorité de droite) dénonce le fait que ces mesures provoqueront, sur la période 2018-2022, une hausse massive de 46 milliards d'euros des prélèvements obligatoires pesant sur les contribuables, ménages comme entreprises. L'impact sur le budget annuel moyen des ménages serait de 79 euros par an en 2018 et de 313 euros par an en 2022, dont 238 euros pour l'accélération de la trajectoire de la composante carbone et 75 euros pour le rattrapage gazole essence. Ces moyennes dissimulent en outre de très grandes disparités selon le mode de chauffage, la motorisation ou bien encore le lieu de vie des ménages. Il dénonce également l'insuffisance des contreparties supposées en atténuer les effets.

#### Part dans le budget de l'État et dans les prélèvements obligatoires
La TICPE représente environ 5 % des impôts et 3 % de la totalité de ces prélèvements obligatoires, pourcentage qui varie chaque année faiblement en fonction des recettes des différents impôts.
En 2014, La TICPE (hors TVA) rapporte 24,5 milliards d'euros aux finances publiques en 2014. En matière de recettes, elle se place donc derrière la taxe sur la valeur ajoutée (192,6 milliards d'euros en 2015), la contribution sociale généralisée (91,5 milliards d'euros en 2014), l'impôt sur le revenu (76,0 milliards d'euros en 2015), et l’impôt sur les sociétés (59,3 milliards d'euros en 2015).
En 2017, la TICPE (hors TVA) rapporte 30,5 milliards, dont 17,2 milliards d'euros affectés au budget de l'État, dont les recettes s'établissaient à 334 milliards d'euros. Cette taxe se place donc derrière la taxe sur la valeur ajoutée (152,4 milliards d'euros), l'impôt sur le revenu (73,0 milliards d'euros) et l'impôt sur les sociétés (35,7 milliards d'euros). La part affectée au budget de l'État représente 5 % de ses recettes.
La totalité des prélèvements obligatoires s’élève en France en 2017 à 1 038 milliards d'euros, soit 45 % du produit intérieur brut, se répartissant en 63 % d'impôts (653 Md€) et 37 % de cotisations sociales (384,5 Md€). En 2017, la TICPE (30,5 Md€ en 2017) représente 5 % des impôts et 3 % de la totalité de ces prélèvements obligatoires.
|  |  |

#### Utilisations des recettes
Depuis le 1er janvier 2006, les collectivités territoriales perçoivent une part de la TICPE. Ainsi, en 2012, 4,3 milliards d'euros étaient alloués aux régions et 6,2 milliards aux départements, sur un total de 24,5 milliards que rapportait la TICPE. Elles ont également la faculté d'en moduler le taux dans une faible mesure (2,5 centimes par litre en 2014), à la hausse ou à la baisse. Depuis 2011, l'intervalle de modulation est de [−1,77, +0,73] centimes par litre pour le sans plomb et de [−1,15, +1.35] centimes par litre pour le Diesel. La plupart des régions ont choisi d'appliquer la taxe maximale autorisée. La possibilité plus réduite de moduler le sans plomb à la hausse a légèrement réduit l’écart de fiscalité entre ces deux carburants.
Depuis 2015, un transfert de TICPE est prévu à destination de l’Agence de financement des infrastructures de transport de France (AFITF). Dans le projet de loi de finance pour 2019, ce transfert s'élève à 1 205,8 M€.
Enfin, une part des recettes est affectée au financement du compte d’affectation spéciale « Transition énergétique ». Dans le Projet de loi de finance pour 2019, ce montant était fixé à 7 246,4 M€.
| en Md€                                      | Exécution 2017 | Prévision 2018 | Prévision 2019 |
| ------------------------------------------- | -------------- | -------------- | -------------- |
| TICPE brute totale                          | 30,5           | 33,8           | 37,7           |
| Transfert aux collectivités territoriales   | 12,1           | 12,3           | 12,3           |
| Transfert au CAS « Transition énergétique » | 6,1            | 7,2            | 7,2            |
| Transfert à l’AFITF                         | 1,1            | 1,0            | 1,2            |
| TICPE brute État                            | 11,1           | 13,3           | 17,0           |

### Exonérations
Un certain nombre de professions et activités bénéficient d'exonérations partielles ou totales :
- aviation (« carburéacteur aéronautique ») (exonération totale), celui-ci étant exporté dans le cas des vols internationaux : le kérosène utilisé pour les vols internationaux est non taxé en vertu de la convention de Chicago de 1944 ;
- bateaux, y compris pour la pêche (à l'exclusion de la navigation de plaisance et de sport) ainsi que le transport fluvial[9] ;
- taxis (sans plafonnement de quantité à raison de 29,90 €/hL pour le sans plomb et 24,22 €/hL pour le gazole en 2017 dans toutes les régions (avec des taux différents en Corse et Île-de-France[32]) ;
- certains commerçants offrant des services d'ambulance en milieu rural ;
- transport public (jusqu'à 40 000 litres de GPL ou gaz naturel) ;
- transport routier de voyageurs (15 000 litres par semestre et par autocar) ;
- transport routier de marchandises : remboursement de la différence entre la TICPE payée et un taux plancher établi à 39,19 centimes par litre en 2014 puis à 43,19 centimes par litre les années suivantes, pour les véhicules de plus de 7,5 tonnes[15] ;
- agriculture (réduction de TICPE sur le fioul) (des colorants indélébiles sont utilisés pour rendre toute fraude décelable).

### Suppression de l'exonération sur le gazole non routier
Le gazole non routier bénéficiait jusqu'à 2020 de dégrèvements fiscaux sur la TICPE (18,82 c€/L au lieu de 59,4 c€/l), ce qui réduisait de près de moitié le coût du gazole. La loi de Finances pour 2020 prévoyait la suppression de cet avantage fiscal en trois étapes : juillet 2020, janvier 2021 et janvier 2022. À la suite de la pandémie de Covid-19, le gouvernement a décidé de reporter cette suppression qui sera effectuée en une seule fois au 1er juillet 2021. Les entreprises du secteur protestent car il n'existe souvent pas d'alternative aux moteurs thermiques pour les gros engins de chantier ; le surcoût estimé à 700 millions d'euros en année sera toutefois répercuté sur les clients, qui sont essentiellement publics : État et surtout collectivités locales.

## La TIPP flottante
Une « TIPP flottante » a été mise en œuvre en France entre le 1er octobre 2000 et le 21 juillet 2002 à l'initiative du gouvernement Lionel Jospin. L'idée était de réduire la TIPP en période de hausse du prix du pétrole brut et de l'augmenter en période de baisse, afin de lisser le prix payé par les consommateurs. Adoptée sous la pression des consommateurs professionnels, dans l'objectif d'une baisse immédiate du prix du carburant et dans un contexte budgétaire favorable, elle ne dura pas. En effet, pour que le système fonctionne, il aurait fallu que les périodes de hausse soient suivies de périodes de baisse, ou que l'État renonce à des recettes fiscales. Or, les réalités budgétaires sont rapidement revenues sur le devant de la scène, tandis que la perspective d'un prix du pétrole orienté durablement à la hausse impliquait un maintien sans limite de la TIPP à son niveau bas, sans lissage mais avec une perte permanente pour le budget.
Le retour de la TIPP flottante a été évoqué par François Hollande pendant la campagne présidentielle de 2012. Critiquée notamment par l'Union pour un mouvement populaire et Europe Écologie Les Verts, cette mesure a été remplacée par une baisse provisoire des taxes à la fin de l'année 2012, qui a duré trois mois.

## Comparaison avec d'autres pays

### Coût des taxes sur les carburants dans l'Union européenne en 2018

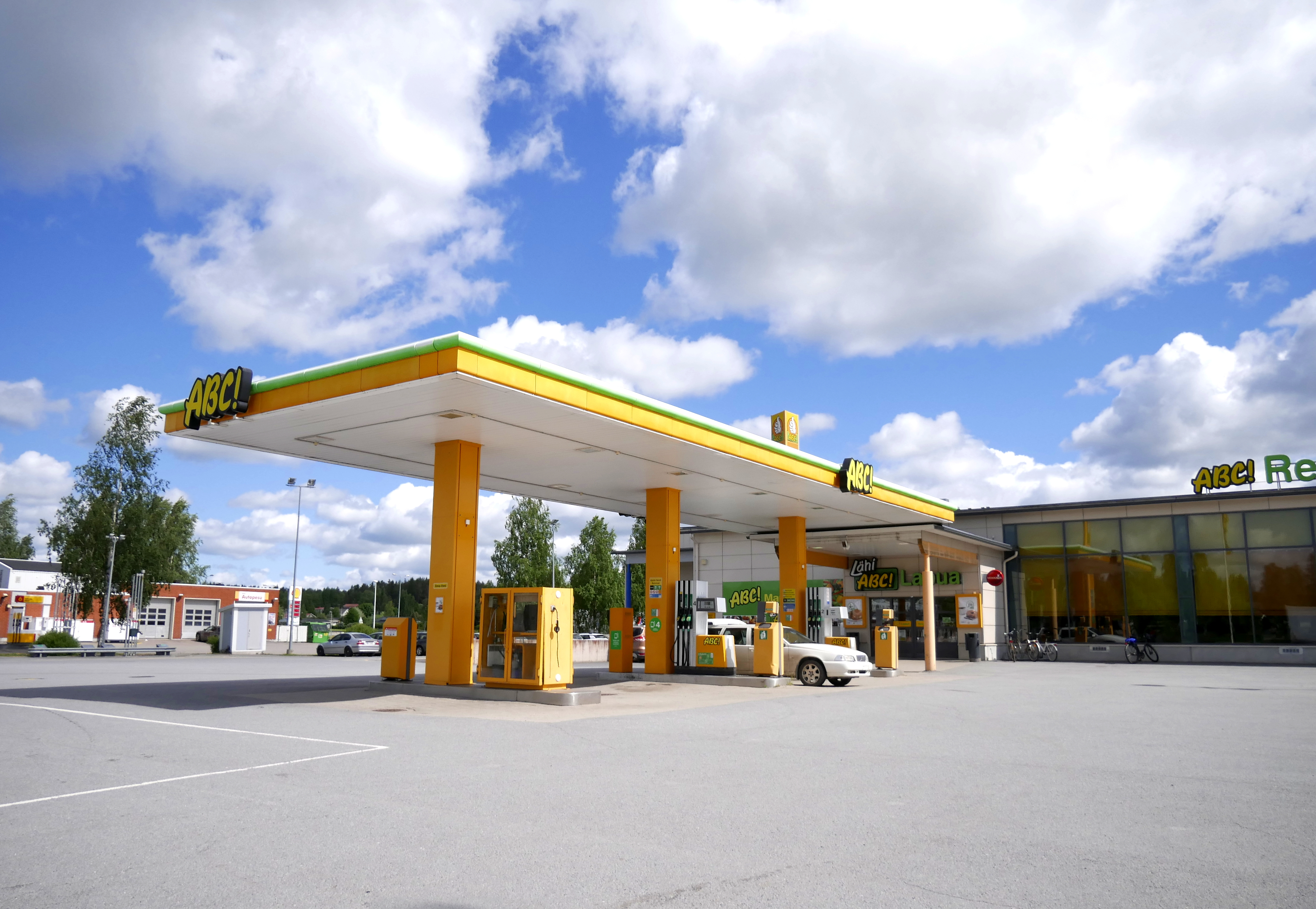
Station-service en Finlande, un des sept pays européens où les carburants sont plus taxés qu'en France.

Évolution des accises sur l'essence et le gazole en Belgique.

Les 28 pays de l’Union européenne appliquaient tous, en mars 2018, un taux de taxe supérieur à 52 %.
En janvier 2019, les taxes les plus élevées de l'Union européenne pour mille litres de carburant sont :
- Essence (sans plomb)
  - 787,73 € pour les Pays-Bas
  - 728,4 € pour l'Italie
  - 702,5 € pour la Finlande
  - 700 € pour la Grèce
- Gazole
  - 650,55 € au Royaume-Uni
  - 617,4 € en Italie
  - 600,16 € (si moins de 10 mg/kg de soufre) ou 615,87 € (sinon) en Belgique

À la même date, les taxes les moins élevées sont :
- Essence
  - 363,02 € en Bulgarie
  - 379,75 ou 395,23 € pour la Hongrie, en fonction du cours du pétrole
  - 390,97 € (SP95 et 98) ou 453,51 € (autres) pour la Pologne
- Gazole
  - 330,30 € en Bulgarie
  - 338,35 € (si plus de 10 mg/kg de soufre) ou 335 € (sinon) au Luxembourg
  - 343,17 € en Pologne
  - 347 € en Lituanie
  - 349,35 ou 380,31 € selon le cours du pétrole en Hongrie
  - 372 € en Lettonie
  - 379 € en Espagne
  - 393 € (non bio) ou 368 € (bio) en Slovaquie
  - 397 € (si au moins de 66 litres de bio-fioul et moins de 10 milligrammes par kilogramme de soufre) ou 425 € (sinon) en Autriche
  - 400 € à Chypre

Pour le kérosène, la taxe varie de 330 € au Luxembourg à 763,5 € en Finlande.
| Pays        | Part des taxes dans le prix total |
| ----------- | --------------------------------- |
| Pays-Bas    | 68 %                              |
| Finlande    | 66 %                              |
| Grèce       | 66 %                              |
| Royaume-Uni | 66 %                              |
| Allemagne   | 65 %                              |
| Belgique    | 65 %                              |
| Italie      | 65 %                              |
| France      | 64 %                              |
| Portugal    | 64 %                              |
| Suède       | 64 %                              |
| Irlande     | 63 %                              |
| Slovénie    | 63 %                              |
| Danemark    | 62 %                              |
| Slovaquie   | 62 %                              |
| Estonie     | 61 %                              |
| Lettonie    | 60 %                              |
| Autriche    | 59 %                              |
| Tchéquie    | 59 %                              |
| Malte       | 57 %                              |
| Chypre      | 56 %                              |
| Hongrie     | 56 %                              |
| Espagne     | 55 %                              |
| Lituanie    | 55 %                              |
| Luxembourg  | 55 %                              |
| Pologne     | 55 %                              |
| Roumanie    | 54 %                              |
| Bulgarie    | 52 %                              |

### Taxes sur le carburant dans le reste du monde
Au Canada, le carburant fait l'objet de plusieurs taxes fixes cumulatives :
- une taxe fédérale de 10 centimes de dollar canadien par litre d'essence, ou de quatre centimes par litre de Diesel ;
- une taxe provinciale ;
- une taxe carbone.

En Suisse, le carburant fait l'objet de plusieurs taxes fixes :
- 73,12 centimes (de franc suisse) par litre d'essence pour les automobiles, et 75,87 centimes pour le gazole, et 0,3 centime pour l’huile de chauffage extra-légère ;
- une surtaxe de 300 francs par K-litres d'huiles minérales, c'est-à- dire de carburant[39].

Au Mexique, l'essence est soumise à quatre impôts : l'Impuesto Especial sobre Producción y Servicios (impôt spécial sur la production et les services ou IEPS) qui se décline en une composante fédérale et une composante étatique/locale, la TVA et la taxe carbone. En janvier 2018, l'IEPS fédéral coûte 2,21 pesos par litre de Magna, 2,71 pesos par litre de premium, et 2,25 pesos par litre de gazole.
Au Japon, la taxe dépend du type de carburant. En 2003, les taxes se répartissent comme suit :
- Taxe sur l'essence : 53,8 ¥ (yen japonais) par litre
- Taxe sur le GPL : 17,5 yen japonais par kilogramme
- Taxe sur le gazole : 32,1 yen japonais par litre
- Taxe sur le kérosène : 26 yen japonais par litre, réduit à 18 ¥ en 2011
- Taxe sur la promotion du développement par l'énergie électrique : 0,375 ¥/kWh
- Taxe sur le pétrole et le charbon :
  - Pétrole brut et produit pétroliers : 2040 ¥/kL
  - GPL et GNL : 1080 ¥/t
  - Charbon : 700 ¥/t

En Australie, la taxe dépend du type de carburant ; les taux d'accise en octobre 2018 sont les suivants :
- 0,412 dollar canadien par litre d'essence sans plomb notamment différentes variantes comme l'E10 ;
- 0,412 dollar canadien par litre de gazole, gazole à faible taux de soufre et conventionnel ;
- 0,134 dollar canadien par litre de gaz de pétrole liquéfié ;
- 0,081 dollar canadien par litre de carburant éthanol ;
- 0,041 dollar canadien par litre de biogazole.